# Ultimate Fight Night 5
Ultimate Fight Night 5（アルティメット・ファイトナイト・ファイブ、別名UFC Fight Night 5）は、アメリカ合衆国の総合格闘技団体「UFC」の大会の一つ。2006年6月28日、ネバダ州ラスベガスのザ・ジョイントで開催された。
メインイベントでは、アンデウソン・シウバとクリス・リーベンのミドル級戦が行われ、大会はSpike TVにより全米及びカナダへ無料放送された。

## 大会概要
メインイベントでは、UFC初参戦となったアンデウソン・シウバがクリス・リーベンに勝利し、白星デビューとなった。

## 試合結果

### プレリミナリィカード
第1試合 ミドル級 5分3R
○  ジョルジ・サンチアゴ vs.  ジャスティン・レヴェンス ×
1R 2:13 KO（膝蹴り）
第2試合 ライトヘビー級 5分3R
○  ロブ・マクドナルド vs.  クリス・ロザーメル ×
1R 4:01 腕ひしぎ十字固め
第3試合 ウェルター級 5分3R
○  ジョン・フィッチ vs.  チアゴ・アウベス ×
2R 4:37 TKO（レフェリーストップ：パウンド）
第4試合 ライトヘビー級 5分3R
○  ジェイソン・ランバート vs.  ブランドン・リー・ヒンクル ×
1R終了時 TKO（レフェリーストップ：パウンド）
第5試合 ウェルター級 5分3R
○  ジョシュ・コスチェック vs.  デイブ・メネー ×
3R終了 判定3-0（30-27、30-27、29-28）

### メインカード
第6試合 ライト級 5分3R
○  マーク・ホーミニック vs.  ジョルジ・グージェウ ×
3R終了 判定3-0（29-28、29-28、29-28）
第7試合 ライトヘビー級 5分3R
○  ラシャド・エヴァンス vs.  ステファン・ボナー ×
3R終了 判定2-0（30-27、29-28、29-29）
第8試合 ミドル級 5分3R
○  アンデウソン・シウバ vs.  クリス・リーベン ×
1R 0:49 KO（膝蹴り）
第9試合 ウェルター級 5分3R
○  ジョナサン・グレ vs.  ルーク・クモ ×
3R終了 判定2-0（30-27、30-27、29-29）

### 各賞
ファイト・オブ・ザ・ナイト：ジョナサン・グレ vs. ルーク・クモ
ノックアウト・オブ・ザ・ナイト：アンデウソン・シウバ
サブミッション・オブ・ザ・ナイト：ロブ・マクドナルド